# Jefim Dsigan
Jefim Dsigan (russisk: Ефим Львович Дзиган) (født 14. december 1898 i Moskva i det Russiske Kejserrige, død 31. december 1981 i Moskva i Sovjetunionen) var en sovjetisk filminstruktør, skuespiller og manuskriptforfatter.

## Filmografi
- Matroserne fra Kronstadt (Мы из Кронштадта, 1936)[1][2][3]
- Hvis i morgen er krig (Если завтра война, 1938)
- Zjeleznyj potok (Железный поток, 1967)